# Иванов, Владимир Сергеевич (боксёр)
Владимир Сергеевич Иванов (род. 1 октября 1991, Рожково, Калининградская область, Россия) — российский боксёр-профессионал, выступающий в тяжёлой весовой категории. Мастер спорта России, призёр командного Кубка мира (2018) в составе сборной России, бронзовый призёр чемпионата России (2020), победитель областного турнира «Серебряная перчатка» (2018), многократный победитель и призёр международных и российских турниров в любителях.
Лучшая позиция по рейтингу BoxRec — 174-я (май 2021) и являлся 11-м среди российских боксёров тяжёлой весовой категории, — входя в ТОП-175 лучших тяжёловесов всего мира.

## Биография
Родился 1 октября 1991 года в посёлке Рожково Калининградской области, Россия.
Окончил Балтийский федеральный университет им. И. Канта.
Ночью 27 августа 2016 года у ресторана быстрого питания McDonald’s в центре Калининграда на Советском проспекте Владимир Иванов поссорился с подвыпившим посетителем заведения который первым затеял драку и в ответ ударил его кулаком в голову, после чего тот потерял сознание. На помощь к пострадавшему пришёл его приятель, которого боксёр также ударил, и удар случайно пришёлся в шею, после чего мужчина скончался. После этого трагического инцидента в сентябре 2017 года Центральный районный суд приговорил Владимира Иванова к 9 годам колонии строгого режима, посчитав вину Иванова полностью доказанной, а его версию о самообороне надуманной.
Но после обжалования областной суд отменил приговор и в апреле 2018 года боксёр вернулся в спорт после выхода из СИЗО. А 1 ноября 2019 года Центральный районный суд Калининграда оправдал боксёра. После апелляции в марте 2020 года уже Калининградский областной суд оправдал Иванова по делу о смертельной драке. И 3 ноября 2020 года Третий кассационный суд общей юрисдикции Санкт-Петербурга окончательно оправдал калининградского боксёра Владимира Иванова после смертельной драки у McDonald’s в 2016 году.

## Любительская карьера
Владимир Иванов занимается боксом с 2005 года — с 13 лет, и является воспитанником тренера Александра Арестовича (сына известного калининградского боксёра, педагога и тренера Бориса Арестовича, застреленного в 2002 году).
Он является неоднократным победителем и призёром крупных российских и международных турниров.
В сезоне 2014/2015 года Владимир стал чемпионом клубного кубка Германии выступая за команду «Нордхаузена» в ежегодном многоэтапном кубке по боксу среди клубных команд Box-Bundesliga, где Владимир в решающем бою победил со счётом 8:5 чемпиона Германии 2014 года Али Кийдина (нем. Ali Kiydin).
В апреле 2018 года он стал победителем областного турнира «Серебряная перчатка». И в итоге вошёл в команду сборной России наравне с опытным Максимом Бабаниным. А в конце 2018 года стал призёром командного Кубка мира, в матчевом противостоянии с командой Кубы победив в решающем бою опытного кубинца Хосе Лардуэта Гомеса.
В конце ноября — начале декабре 2020 года в Оренбурге участвует на чемпионате России в категории свыше 91 кг борясь за возможность войти в состав национальной сборной для участия в квалификационном отборочном турнире на Олимпийские игры в Токио. Где в 1/8 финала, в конкурентном бою по очкам (3:2) победил чемпиона Юношеских Олимпийских игр (2018) Алексея Дронова, а в четвертьфинале единогласный решением судей (5:0) победил двукратного чемпиона России (2018, 2019) Ивана Верясова, но в полуфинале проиграл опытному боксёру Ярославу Дороничеву, и в итоге завоевал бронзовую медаль чемпионата.
В конце августа 2021 года в Кемерово участвовал на очередном чемпионате России в категории свыше 92 кг, но в первом раунде соревнований по очкам проиграл Александру Дорофееву.

## Профессиональная карьера
1 февраля 2020 года состоялся его профессиональный дебют, когда он в родном Калининграде победил техническим нокаутом в 4-м раунде опытного мексиканца Карлоса Карреона (8-6).
А 15 июня 2020 года в Москве он досрочно победил техническим нокаутом в 5-м раунде ранее небитого украинца Игоря Вильчицкого (4-0).
2 апреля 2022 года в Москве, в бою-реванше досрочно техническим нокаутом во 2-м раунде победил опытного соотечественника Александра Степанова (3-9).

## Статистика профессиональных боёв
В таблице перечислены результаты всех поединков боксёров.
В каждой строке указан результат поединка. Дополнительно номер поединка обозначен цветом, который обозначает итог поединка. Расшифровка обозначений и цветов представлена в нижеследующей таблице.
| Пример | Расшифровка                     |
| ------ | ------------------------------- |
|        | Победа                          |
|        | Ничья                           |
|        | Поражение                       |
|        | Планируемый поединок            |
|        | Поединок признан несостоявшимся |
| КО     | Нокаут                          |
| ТКО    | Технический нокаут              |
| PTS    | Решение судей (по очкам)        |
| UD     | Единогласное решение судей      |
| MD     | Решение большинства судей       |
| SD     | Раздельное решение судей        |
| RTD    | Отказ от продолжения боя        |
| DQ     | Дисквалификация                 |
| NC     | Поединок признан несостоявшимся |

| 7 поединков, 7 побед (6 нокаутом). | 7 поединков, 7 побед (6 нокаутом). | 7 поединков, 7 побед (6 нокаутом). | 7 поединков, 7 побед (6 нокаутом). | 7 поединков, 7 побед (6 нокаутом).     | 7 поединков, 7 побед (6 нокаутом). | 7 поединков, 7 побед (6 нокаутом). |
| Бой                                | Рекорд                             | Дата боя                           | Соперник                           | Место проведения боя                   | Раундов, время                     | Дополнительно                      |
| ---------------------------------- | ---------------------------------- | ---------------------------------- | ---------------------------------- | -------------------------------------- | ---------------------------------- | ---------------------------------- |
| 7                                  | 7-0                                | 2 апреля 2022                      | Александр Степанов (2) (3-9)       | УСК «Крылья Советов», Москва, Россия   | KO 2 (8), 1:00                     |                                    |
| 6                                  | 6-0                                | 24 декабря 2021                    | Александр Зубков (5-4)             | УСК «Крылья Советов», Москва, Россия   | TKO 1 (8), 2:40                    |                                    |
| 5                                  | 5-0                                | 20 мая 2021                        | Тариэль Джафаров (6-1)             | «Локомотив-Арена», Новосибирск, Россия | TKO 2 (6), 1:17                    |                                    |
| 4                                  | 4-0                                | 20 марта 2021                      | Александр Степанов (2-3)           | ДС «Мегаспорт», Москва, Россия         | TKO 1 (6), 2:46                    |                                    |
| 3                                  | 3-0                                | 11 сентября 2020                   | Торнике Пуричамиашвили (9-15)      | БЦ «Химки», Химки, Россия              | UD 6 (6)                           | Счёт судей: 60-54 (трижды).        |
| 2                                  | 2-0                                | 15 июня 2020                       | Игорь Вильчицкий (4-0)             | УСК «Крылья Советов», Москва, Россия   | TKO 5 (6), 1:02                    |                                    |
| 1                                  | 1-0                                | 1 февраля 2020                     | Карлос Карреон (8-6)               | ДС «Янтарный», Калининград, Россия     | TKO 4 (6), 2:40                    | Дебют в профессиональном боксе.    |

## Спортивные результаты

### В любителях
- Чемпионат России по боксу 2020 — .